# Caverne du Dragon
La Caverne du Dragon se situe sur le Chemin des Dames, sur le territoire de la commune d'Oulches-la-Vallée-Foulon, dans le département de l'Aisne, en région Hauts-de-France. Il s'agit d'un lieu stratégique lors de la Première Guerre mondiale et plus précisément lors de l'offensive Nivelle, pendant la bataille des observatoires.
Ce sont les Allemands qui, lors de leur occupation de la caverne, l'ont surnommée la caverne du Dragon (Drachenhöhle en allemand). Les flammes et étincelles des mitrailleuses, sortant des entrées de la caverne au cours des combats, leur faisaient penser aux flammes crachées par les dragons depuis leurs grottes.

## Un lieu stratégique

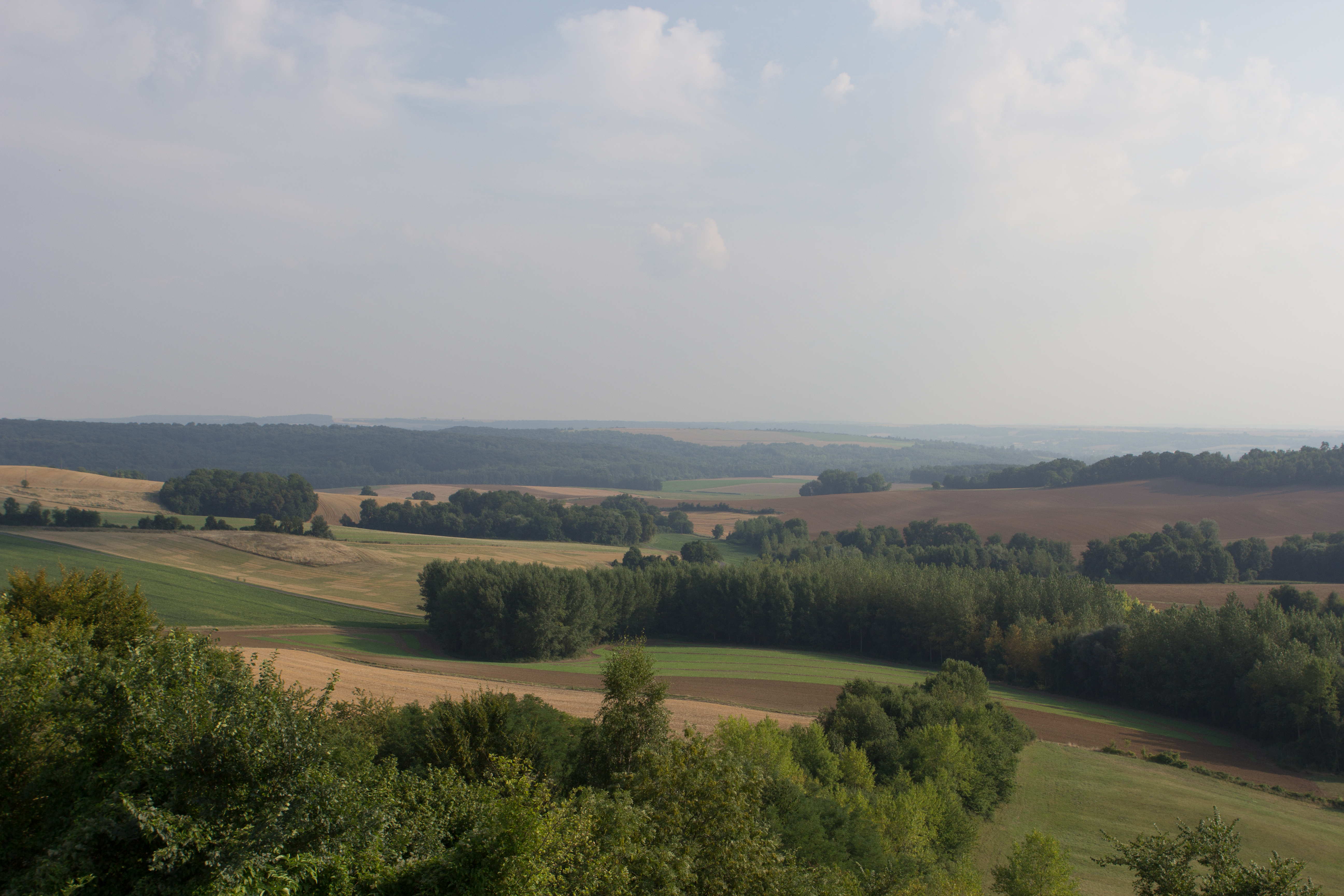
Vue depuis la Caverne du Dragon du versant nord de la vallée de l'Aisne.

La caverne est à l'origine une carrière souterraine, d'une superficie de 3 hectares située à 14 mètres de profondeur, creusée au Moyen Âge dans le calcaire du plateau du Chemin des Dames. Ses pierres ont notamment servi à la construction de l'abbaye de Vauclair.
Ces carrières, ou creutes, que l'on retrouve en Somme comme dans l'Aisne, ont été utilisées comme casernes souterraines, abris, postes de secours, pour accueillir des états-majors ou bien, comme c'est le cas ici, comme poste défensif avancé.
La Caverne du Dragon est en effet située à proximité de l'isthme de l'Hurtebise, c'est-à-dire là où le plateau est le plus étroit. En outre, sa position en rebord de plateau offre un large panorama sur la vallée de l'Aisne.

## La Caverne du Dragon pendant la Première Guerre mondiale
Les troupes françaises qui prennent possession de cette carrière, le 14 septembre 1914, construisent des tranchées face aux positions allemandes situées sur la crête.

Elle était assez organisée, elle servait, d'abri, de cantonnement, de dortoir, de lieu de culte, à stocker les munitions, la nourriture, les soldats et l'eau.... Elle contenait pharmacie, bloc opératoire, puits d'eau, une chapelle...

Près de 400 soldats y ont vécu pendant les 4 années de la guerre, à 15 mètres sous terre, par 12 degrés et 90% d'humidité.
Le 25 janvier 1915 les Allemands lancent une attaque sur la caverne pour conforter leurs positions sur le plateau du Chemin des Dames. Après de très durs combats, les 102e et 103e régiments d'infanterie allemands parviennent à repousser le 18e régiment d'infanterie français dans La Vallée-Foulon. Les Allemands se trouvent désormais à six-cents mètres de la première ligne française et quatre-vingt mètres au-dessus.

Ce poste avancé est alors protégé et réaménagé : les Allemands y amènent l'électricité et le téléphone, un puits y est creusé et une chapelle est même édifiée. Enfin, ils relient la Caverne avec la 3e ligne de défense par l'intermédiaire d'un tunnel de 125 mètres de long permettant en cas d'attaque l'arrivée rapide, et sans encombre, des renforts et des munitions  tandis que les blessés sont évacués dans les mêmes conditions.

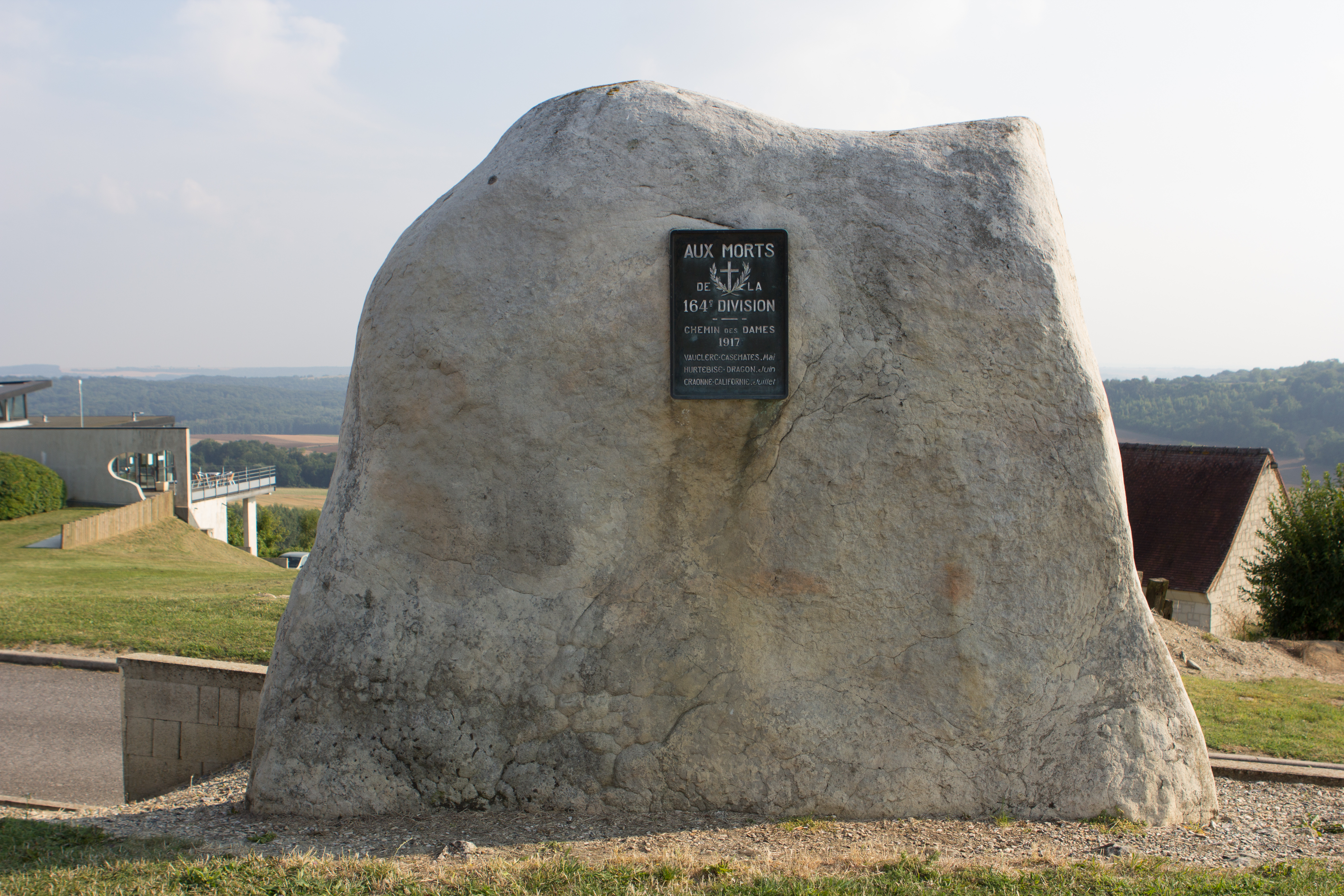
Stèle en souvenir des morts de la au-dessus de la Caverne du Dragon.

Le 16 avril 1917, lors de l'assaut de l'offensive Nivelle, les hommes sortant de la Caverne du Dragon prennent à revers les tirailleurs Sénégalais qui s'étaient lancés à la conquête de l'isthme d'Hurtebise. Les Sénégalais sont désorientés et cèdent à la panique : cela met un coup d'arrêt à leur avancée. L'existence de nombreuses creutes reliées à l'arrière par des tunnels est une des explications de l'échec brutal de l'offensive.
Après plusieurs attaques en avril et mai 1917, les Français, tiennent quelques tranchées au niveau de l'isthme de l'Hurtebise. 
Le 25 juin, la 164e division d'infanterie est chargée de mener une nouvelle attaque pour contrôler l'ensemble de l'isthme et, si les circonstances le permettent, d'occuper la sortie nord de la caverne du Dragon. En préparation de cette attaque, les Français envoient des gaz asphyxiants collongite dans les entrées sud de la grotte et prennent les Allemands au piège. L’assaut est mené à 18 h par le bataillon Lacroix du 152e RI - le régiment des Diables Rouges - et le bataillon Moréteaux du 334e Régiment d'Infanterie. Les nids de résistance sont anéantis via des appareils lance-flammes Schilt des Compagnies Z du génie. Dans leur progression, les troupes françaises repèrent trois descentes permettant d'accéder à la grotte. L'exploration des boyaux révèle la présence de troupes allemandes qui, après négociation, acceptent de se rendre. « Le chiffre des prisonniers dénombré atteint 340, dont 10 officiers » (communiqué du 27 juin). Cette passe d'armes est alors célébrée comme une grande victoire militaire en France.
Le 26 juillet 1917, les troupes d'assaut allemandes parviennent à reprendre pied dans la carrière, ce qui conduit à une cohabitation avec les Français jusqu'au 2 novembre 1917.
Redevenue française à la suite du repli allemand après la bataille de la Malmaison, en octobre 1917, elle est à nouveau réaménagée et accueille le PC du secteur d'Hurtebise.
Le 27 mai 1918, lors de l'opération Blücher-Yorck, les troupes françaises sont débordées et les défenseurs de la caverne du Dragon contraints de se rendre. Elle sera reprise par les troupes françaises, le 12 octobre, après la retraite des troupes allemandes, la veille, au-delà de l'Ailette. 
La caverne est inscrite au titre des monuments historiques en 2006.

## L'espace muséographique

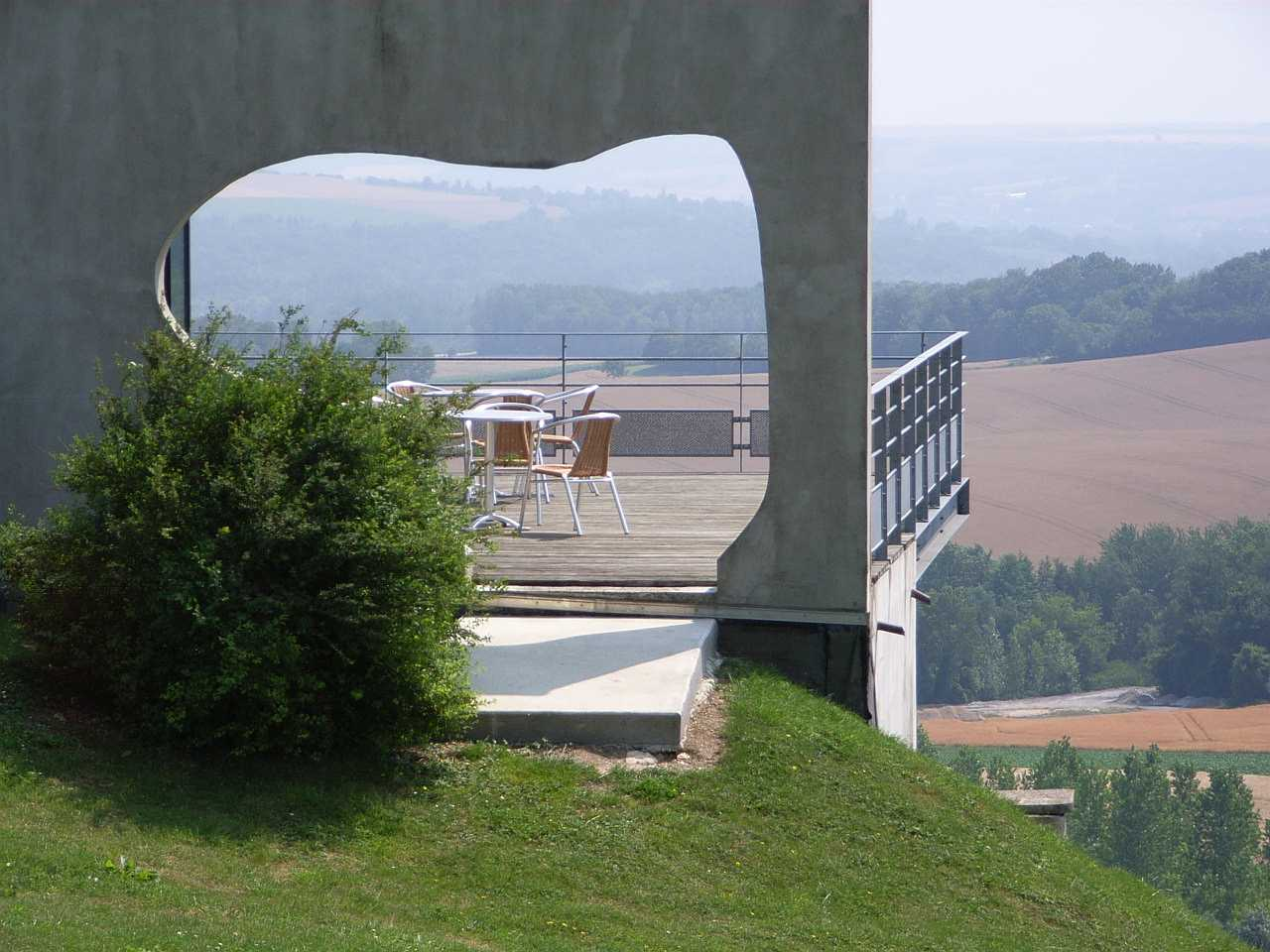
La caverne du Dragon, aujourd'hui musée. Vue sur la terrasse du musée et au-delà sur la vallée de l'Aisne.

Aujourd'hui, la Caverne du Dragon a été aménagée par le conseil général de l'Aisne en un espace muséographique consacré à la Première Guerre mondiale à côté de l'ancien musée. 
Christian Lapie a édifié, en 2007 dans le cadre des commémorations du 90e anniversaire, un groupe de sculptures nommé la Constellation de la douleur en hommage aux tirailleurs sénégalais. 
Dans le cadre de la Mission du centenaire, le président de la République François Hollande a inauguré le 16 avril 2017 une sculpture en bronze, recréée par Haïm Kern sur la terrasse agrandie de l'espace muséographique.